# Tiberianus platoni
Tiberianus platoni är en insektsart som beskrevs av Capener 1968. Tiberianus platoni ingår i släktet Tiberianus och familjen hornstritar. Inga underarter finns listade i Catalogue of Life.